# Romulani

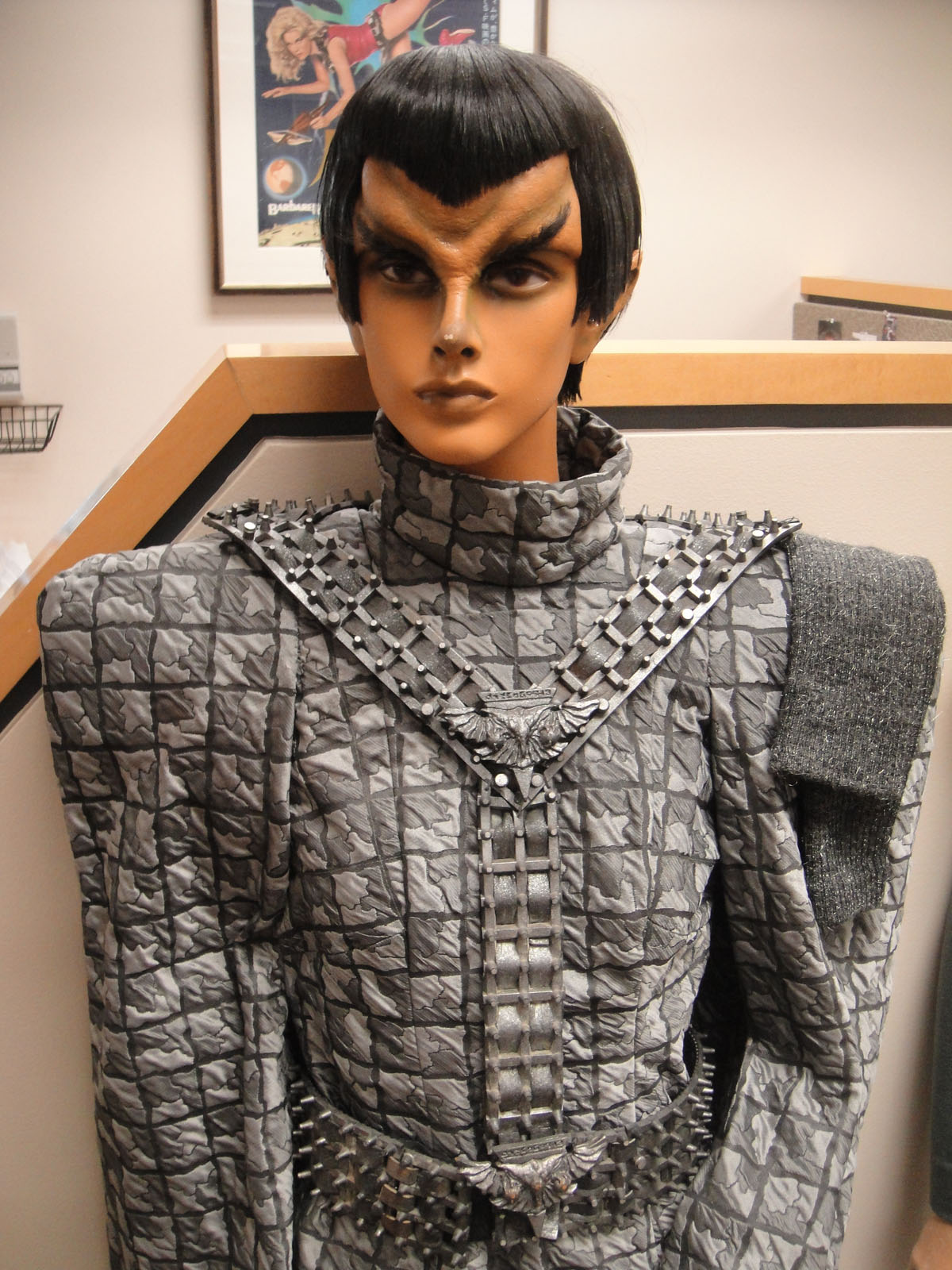
Kostým Romulanské ženy

Romulani jsou humanoidní mimozemský druh ze seriálu Star Trek. Vyznačují se vášnivostí a vychytralostí. Často bývají považování za zrádné, ale je důležité si uvědomit, že to platí pouze ve vztahu k jiným rasám - podle svých měřítek jsou Romulané loajální a čestní a velmi si na tom zakládají.

## Historie
Romulané byli původně Vulkánci, kteří nepřijali Surakovo učení logiky a potlačení emocí a raději odletěli z Vulkánu hledat jinou planetu. Od té doby se ovšem díky přizpůsobování jiné planetě odlišili i biologicky.

## Romulanské impérium
Většina Romulanů žije na planetách, kde vládne Romulanské impérium. Jedná se o vojenskou diktaturu, v jejímž čele stojí Praetor podporovaný armádou. Důležitou roli má i tajná služba zvaná Tal Shiar – její zástupci mají vyšší pověření než velitelé vesmírných lodí.
Romulanské impérium, oficiálně Romulanské hvězdné impérium (Romulan Star Empire), je z pohledu Federace okrajový stát ležící v beta kvadrantu. Sousedí s Federací a Klingonskou říší. Rozkládá se na území několika stovek slunečních soustav. Administrativně se dělí na kolonie a domovskou planetu Romulus. 
Počátky romulanského státu spadají do 19. století.
Romulanské impérium je diktátorský stát s politickým systémem založeným na armádě a senátu. Hlavou státu je prétor, vrcholným zákonodárným orgánem je senát Romulanského impéria. Politická i vojenská struktura je velmi podobná Římskému impériu.[zdroj?]

## Kontakty
První kontakt s lidmi, tedy pouze hlasový, byl již před vznikem Federace, když se loď Enterprise (NX-01) dostala do minového pole v romulanském prostoru. Bez obrazového kontaktu zůstali přes sto let i během první války s Federací zakončené příměřím a vytvořením neutrální zóny. Teprve poté kapitán Kirk a posádka USS Enterprise (NCC-1701) poprvé spatřili Romulany a všimli si jejich podobnosti s Vulkánci. Spory mezi Romulany a Federací jsou stálé a nemají konce, ale v otevřený konflikt od té doby nepřerostly.
Pro Romulany jsou velmi důležité kontakty s Klingony. Před uzavřením smlouvy mezi Klingony a Federací byli Romulané a Klingoni spojenci a docházelo k výměnám technologie – například Klingoni získali od Romulanů maskovací zařízení. Později se Romulané snažili intrikami změnit vládu v Klingonské říši a v době klingonské občanské války dodávali jedné straně zbraně.